# Polystigma
Polystigma es un género de hongos en la familia Phyllachoraceae.